# Matthew Karwalski
Matthew Karwalski, né le 3 décembre 1985 à Wagga Wagga, est un joueur professionnel de squash représentant l'Australie. Il atteint en décembre 2013 la 49e place mondiale sur le circuit international, son meilleur classement.

## Biographie
En 2014, il participe aux jeux du Commonwealth avec l'équipe d'Australie à la suite d'une décision du tribunal arbitral du sport au détriment de Zac Alexander,. Après l'arrêt de sa carrière professionnelle, il devient entraîneur de squash. 

## Palmarès

### Finales
- Open de Chine : 2009